# Épidémie de peste à Malte en 1675-1676
L'épidémie de peste à Malte en 1675-1676 est la plus meurtrière des épidémies de peste documentées à Malte depuis l'arrivée des chevaliers de l'ordre de Saint-Jean de Jérusalem. Elle provoqua la mort d'un quart de la population maltaise.

## Début
L'épidémie débute fin 1675, son origine est obscure. Le mal a pu être importé par une escadre anglaise commandée par le duc de Grafton, mais la peste sévit également à Tunis à la même période, ce qui en fait l'origine la plus probable. La première victime connue est une petite fille du commerçant Matteo Bonnici. Mais comme la nature du mal n'est pas immédiatement reconnue, la peste atteint plusieurs des convives réunis pour les obsèques de l'enfant, qui diffusent la maladie chez eux. Cette fois, le grand maître Nicolas Cottoner est alerté et commissionne une enquête qui impose la mise en quarantaine des sujets ayant été en contact avec des malades, isolés au lazaret dans la baie de Marsamxett, où presque tous y meurent. Mais il est déjà trop tard pour stopper l'épidémie, et dès février, la peste se propage à La Valette.

## Propagation de la maladie
Devant l'accroissement des personnes en quarantaine, des logements sont bâtis sur l'île Manoel autour du lazaret. La Valette est divisée en vingt-quatre quartiers sous la surveillance des responsables de quartiers qui doivent recenser les habitants et tenir compte de la présence ou de l'avancée de la maladie. Les malades sont envoyés au lazaret, les personnes suspectes ou en contact sont envoyées selon leur sexe dans des navires ancrés dans la baie de Marsamxett et également dans des places fortifiées. Mais ces mesures sont peu efficaces, d'autant que les évasions sont nombreuses notamment au fort Saint-Elme, ce qui fait encore croître la propagation de l'épidémie. La maladie fait des ravages, surtout dans les villes autour du Grand Port.

## Aide française

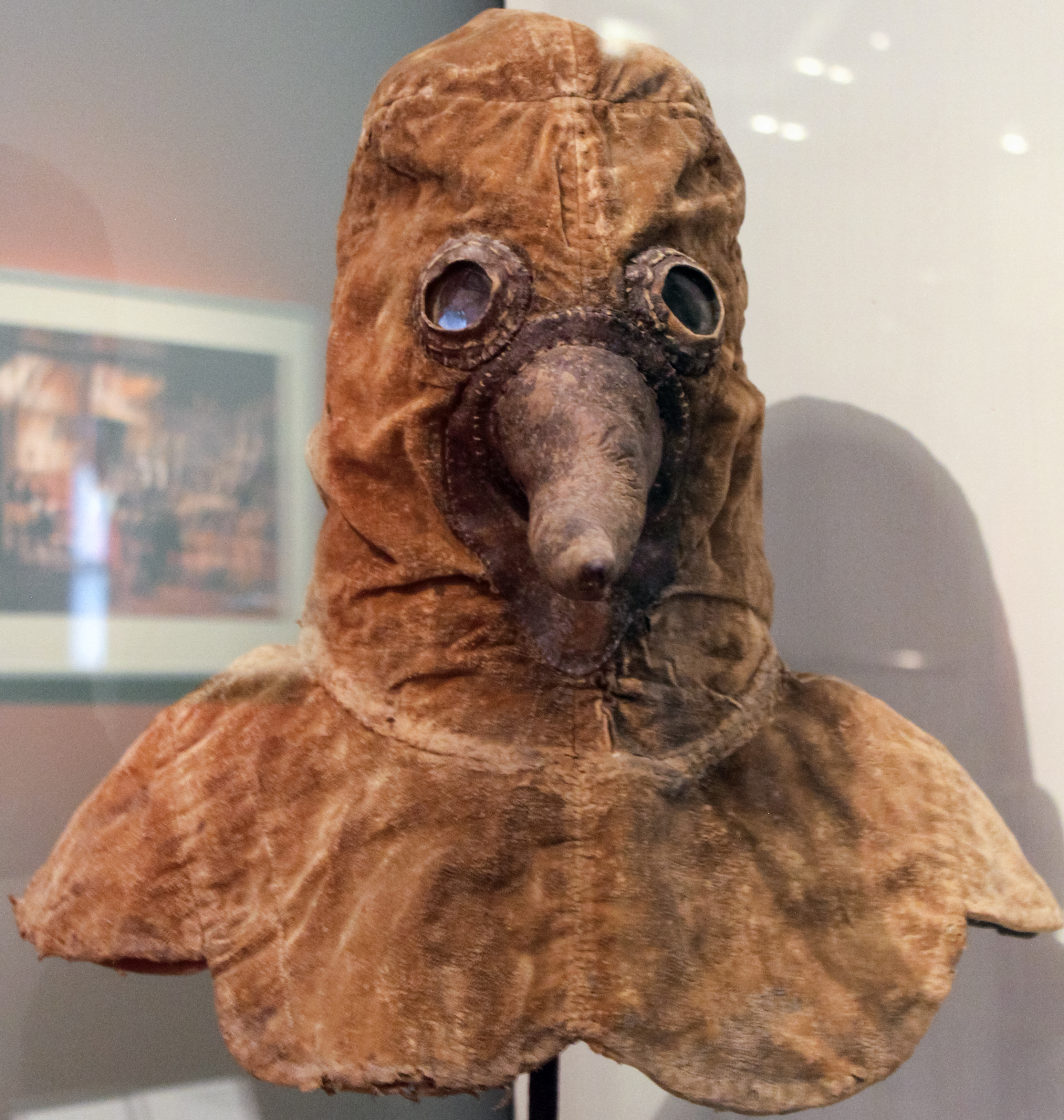
Partie supérieure d'un habit de « médecin de peste » du XVIIe siècle. Le costume est une cape de cuir avec capuchon et masque. Dans la protrusion nasale on mettait des herbes et une éponge imprégnée de vinaigre pour filtrer l'air des miasmes.

La situation échappant à tout contrôle, le grand maître demande de l'aide au roi de France. Une délégation de médecins français accompagnés des chirurgiens « désinfecteurs » réputés de Marseille arrivent à Malte le 12 juin 1676. Ils prennent la décision de confiner la totalité de la population chez elle, à l’exception des malades qui sont conduits au lazaret. Ces mesures sont rapidement efficaces, et l'épidémie est terminée dès le 9 août ; le commerce peut reprendre le 4 septembre 1676.

## Bilan
L'épidémie coûte la vie à 11 300 personnes dans l’archipel. Avec une population générale estimée avant le fléau à 47 000 individus, le taux de mortalité est de 24 %. Le recensement des âmes (Status animarum) de 1676 ne comptabilise que 36 000 Maltais. « Mais grâce à l’accroissement démographique et à une immigration toujours forte, en 1681, l’archipel maltais est peuplé d’environ 48 900 habitants ». L'impact est particulièrement important dans la région du Grand Port avec 9 000 décès sur une population estimée à 22 500 personnes, soit une mortalité de 40 %.
La peste n'épargne pas les chevaliers qui sont décimés. Au lieu de vingt-et-un chevaliers par galère avant l'épidémie, elles n'en ont plus que neuf après, onze pour le vaisseau-amiral.
Les praticiens sont également victimes du fléau, on dénombre parmi les morts dix médecins et seize chirurgiens.